# Григорій (Балагурак)
Григо́рій Балагура́к (у світі Володи́мир Балагура́к; 5 липня 1909, Станиславів, нині Івано-Франківськ — 11 жовтня 1965, Коркіно, Челябінська область, Росія) — підпільний єпископ Української греко-католицької церкви, єпископ-помічник Станиславівської єпархії.

## Життєпис
Володимир Балагурак народився 5 липня 1909 року в м. Станиславові (нині Івано-Франківськ, Україна, тоді Королівство Галичини і Володимирії, Австро-Угорська імперія).
Початкову освіту здобув у рідному місті, а середню — в Бучачі й Лаврові. 5 вересня 1925 року вступив до Василіянського Чину, в якому прийняв чернече ім'я Григорій. Новіціят проходив у Крехівському монастирі. 1 травня 1927 року склав перші чернечі обіти, після чого вивчав філософію й богослов'я в Добромилі та Кристинополі, а вічні обіти склав 16 грудня 1934 року. 21 травня 1936 року рукоположений на священника. У 1941–1945 рр. виконував служіння ігумена Станиславівського василіянського монастиря.
У квітні 1945 року, після відновлення радянської влади, єпископ Григорій Хомишин таємно висвятив на єпископів кількох священників, серед яких ієромонаха Григорія Балагурака. Саме його він призначив своїм заступником (генеральним вікарієм), і на випадок арешту єпископа Хомишина він мав перебрати керівництво єпархією. 1949 року Григорія Балагурака заарештували й вислали до Челябінська, звідки він 1955 року повернувся до Станиславова. Удруге ув'язнений 1957 року й засланий до м. Коркіно неподалік Челябінська.
Помер на засланні 11 жовтня 1965 року. За тілом єпископа Григорія до Коркіно поїхав о. Ігнатій Янтух, ЧСВВ, який представився на місці як племінник покійного. Труну з тілом покійного перевезли до Івано-Франківська, похорон співали у підпільному монастирі сестер-мироносиць. Похований на Івано-Франківському міському кладовищі.
У 1992 році єпископ Григорій Балагурак реабілітований прокуратурою Івано-Франківської області за відсутністю складу злочину.